# Enrico Sonnenberg
Enrico Sonnenberg (* 1. Juli 1979; † 29. Mai 2015 in Rostock) war ein deutscher Motorradrennfahrer.

## Motorsportkarriere
Zum Motorradsport kam Enrico Sonnenberg 2000 durch die Rennen auf dem Teterower Bergring. 2008 belegte er den zweiten Platz beim Bergringpokal. Ebenfalls 2008 war er in Rastede im ersten Lauf der A-Lizenz beim Grasbahnrennen in einen schweren Unfall verwickelt.
Im Jahre 2012 nahm er an der Langbahn-WM in Tayac teil und erreichte mit 8 Punkten den 13. Platz im Qualifikationslauf 2. 2013 wurde auf dem Teterower Bergring als Mitglied des MC Bergring Teterow e. V. Dritter im Lauf um das Grüne Band und Vierter im Bergring-Pokalfinale.
2015 qualifizierte er sich im englischen Swingfield mit einem 8. Platz im ersten Semifinale für das Finale der Grasbahn-Europameisterschaft am 18. Juli im niederländischen Staphorst.
Sonnenberg stürzte am 23. Mai 2015 auf dem Teterower Bergring in einem Punktelauf der 500-cm³-Klasse mit seinem Motorrad schwer, woraufhin er mit inneren Verletzungen zunächst in das Krankenhaus Teterow gebracht und noch am gleichen Tag nach Rostock verlegt wurde. Enrico Sonnenberg starb in der darauffolgenden Woche am Freitag, dem 29. Mai 2015, in der Universitätsklinik Rostock.

## Sonstiges
Das für den Tag seiner Beisetzung geplante Speedway-Bundesliga-Rennen in Stralsund wurde verschoben, damit Bahnrennsportfreunde an der Beisetzung teilnehmen konnten. Sonnenberg hinterließ eine Lebensgefährtin und eine gemeinsame Tochter.